# Pseudophilanthus wenzeli
Pseudophilanthus wenzeli là một loài ong trong họ Melittidae. Loài này được Michener & Brooks miêu tả khoa học đầu tiên năm 1987.